# 富尔德兰
富尔德兰（法語：Fourdrain，法語發音：[fuʁdʁɛ̃]）是法国上法蘭西大區埃纳省的一个市镇，属于拉昂区。

## 地理
富尔德兰（49°36'39"N, 3°28'18"E）面积9.45 平方千米，位于法国上法蘭西大區埃纳省，该省份为法国北部内陆省份，北起北部省，西接索姆省和瓦兹省，东临阿登省和马恩省，西南至塞纳-马恩省，东北部与比利时接壤。
与富尔德兰接壤的市镇（或旧市镇、城区）包括：布里、库夫龙和欧芒库尔、克雷皮、弗雷桑库尔、圣戈班、圣尼古拉欧布瓦、韦尔西尼。

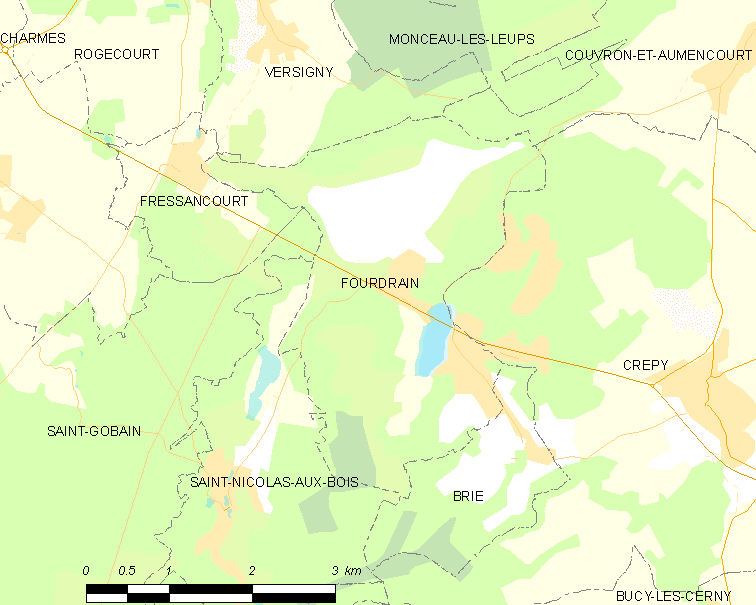
富尔德兰的OSM定位图

富尔德兰的时区为UTC+01:00、UTC+02:00（夏令时）。

## 行政
富尔德兰的邮政编码为02870，INSEE市镇编码为02329。

## 政治
富尔德兰所属的省级选区为泰爾尼耶縣。

## 人口

1962-2008年间富尔德兰人口变化图示

富尔德兰于2022年1月1日时的人口数量为414人。